# Pithecellobium filipes
Pithecellobium filipes är en ärtväxtart som först beskrevs av Étienne Pierre Ventenat, och fick sitt nu gällande namn av George Bentham. Pithecellobium filipes ingår i släktet Pithecellobium och familjen ärtväxter. Inga underarter finns listade i Catalogue of Life.